# Physical and Engineering Sciences in Medicine
Physical and Engineering Sciences in Medicine  (PESM) es una revista médica, trimestral revisada por pares que cubre la investigación en física médica e ingeniería biomédica. Es la revista oficial del Australasian College of Physical Scientists and Engineers in Medicine.
La revista se publicó por primera vez de 1977 a 1979 como Australasian Physical Sciences in Medicine , y de 1980 a 2019 como Australasian Physical & Engineering Sciences in Medicine , obteniendo su nombre actual en 2020. Ha sido publicada por Springer Science+Business Media desde 2010. La revista reemplazó al anterior Australasian Bulletin of Medical Physics y Australasian Newsletter of Medical Physics , que se estableció en diciembre de 1959.
El premio Kenneth Clarke se otorga anualmente al mejor artículo publicado en la revista el año anterior.

## Resumen e indexación
La revista está resumida e indexada en:
- Servicio de Resúmenes Químicos
- Index Medicus / MEDLINE / PubMed [2]
- Scopus

Según Journal Citation Reports , tiene un factor de impacto en 2019 de 1,161. 